# I Am I
I Am I (Español: Soy Yo) es una banda británica de heavy metal encabezada por el exvocalista de DragonForce, ZP Theart.

## Historia
El álbum, Event Horizon, se fija para ser lanzado el 26 de mayo de 2012 con su debut a partir del día siguiente en el Birmingham O2 Academy 2. Lamentablemente, debido a problemas de envío, las copias del disco que estaban disponibles para su compra en línea se enviaron cerca de 5 días de retraso.
El 22 de junio, a través de Facebook, la banda anunció que tenían conflictos con el baterista Paul Clark Jr debido a "razones personales", este fue retirado más tarde. Su reemplazo Phil Martini se unió a la banda como nuevo baterista desde el viernes 20 de junio del 2012. El exguitarrista de Power Quest, Andy Midgley, fue anunciado como el nuevo guitarrista de I AM I el 18 de abril de 2013 tras la salida de Jake Thorsen. El baterista Phil Martini no se presentó ante la aparición de la banda en el Download festival 2013, y no ha sido visto en vivo con la banda desde abril de 2013. La banda confirmó el reemplazo de Martini por Rich Smith, exmiembro de Power Quest.
Aunque la banda ya había pasado por varios cambios de formación en su corta vida, ZP presentó esto como 'normal' y 'un proceso por el cual cada banda debe pasar, nosotros (la banda) hemos tenido atención de los medios debido a mí desde el comienzo'. 
El 1 de febrero de 2014, se anunció a través de las páginas de medios sociales de los miembros, que los guitarristas Jacob Ziemba, Andy Midgley y el bajista Neil Salmon dejaron la banda debido a "las luchas internas y las cuestiones en curso dentro de la banda".

### Event Horizon (2011–2012)
Después de que ZP Theart dejó DragonForce en 2010, él se tomó un año libre de hacer música, pero sus amigos y familiares le animaron a volver a la escena musical. Encontró a un grupo de músicos que sintió que se ajustaban a la idea de la banda que quería para su nuevo proyecto que sería llamado más tarde I Am I. ZP se encontró con Jacob y Neil mientras buscaba otros músicos en Internet y estaba especialmente interesado en las canciones y el estilo de Ziemba. Event Horizon fue grabado a finales de 2011 y a principios de 2012 con el álbum a punto de ser lanzado de forma independiente el 26 de mayo de 2012. I Am I es la primera banda en lanzar un álbum únicamente en USB.
En su aparición en el escenario principal del Bloodstock Open Air el 11 de agosto de 2012 se anunció que el álbum "Event Horizon" recibiría un CD físico en todo el mundo y la versión digital. Este también incluiría una edición japonesa separada del álbum que contendría un bonus track titulado "Inside of Me".
El álbum fue lanzado a través de ZeePeeTee LTD en 2012 (Zee Pee Tee siendo una obra de teatro sobre el nombre del vocalista ZP Theart).
Durante la gira Access Small Area's UK en 2012, la banda tocó un cover del sencillo 'You Are The Voice' de John Farnham. La versión de esta canción fue lanzada en la Navidad de 2012 sólo para comprar en línea.

## Miembros
| - ZP Theart – Voz principal (2012–presente) - Rich Smith – Batería (2013–presente) - Andrew Kopczyk – Guitarras (2014–presente) - Gavin Owen – Guitarras (2014–presente) - Dean Markham – Bajo (2014–presente) | - Paul Clark Jr. – Batería (2012) - Jake Thorsen – Guitarra (mayo de 2012-noviembre de 2012) - Phil Martini – Batería (2012–2013) - Jacob Ziemba – Guitarra (2012–2014) - Neil Salmon – Bajo eléctrico (2012–2014) - Andy Midgley – Guitarra (2013–2014) |

## Discografía

### Discos de estudio
- Event Horizon - 2012
- Age Of Anarchy - Aún sin fecha de lanzamiento anunciada

### Sencillos
- You Are the Voice (cover de John Farnham) - 2012
- See You Again - 2013